# Imerícia
Imerícia ou Imerécia (em georgiano: იმერეთი; romaniz.: Imereti) é uma região da Geórgia situada ao longo dos cursos médio e superior do rio Rioni. Sua capital é Cutáissi. Ela é subdividida nas seguintes distritos:
- Baguedati
- Vani
- Zestafoni
- Terjola
- Santrédia
- Sachequere
- Tequibuli
- Chiatura
- Tscaltubo
- Caragauli
- Coni